# شكمة (سجن)
سجن شيكمة أو شكمة (بالعبرية: בית סוהר שיקמה بين سوهير شيكما) سجن إسرائيلي يقع في عسقلان.
يقبع به العديد من الأسرى الفلسطينيون اوالاسرائيليون، وعلى رأسهم القائد في جناح حركة حماس العسكري (كتائب القسام) ضرار أبو سيسي الذي تم اختطافه من أوكرانيا.
وممن تم سجنه في هذا السجن مردخاي فعنونو هو خبير نووي إسرائيلي يهودي مغربي، عمل في مفاعل ديمونة وسرّب صور للمفاعل للصحافيين.